# نورمان ليند
نورمان ليند هو عسكري نرويجي، ولد في 1920، وتوفي في 23 أكتوبر 1985.